# 5325 Silver
5325 Silver (1988 JQ) là một tiểu hành tinh vành đai chính được phát hiện ngày 12 tháng 5 năm 1988 bởi C. S. Shoemaker ở Palomar.